# Ciudad López Mateos
Ciudad López Mateos è una città del Messico situata nello Stato del Messico.